# Eristavi

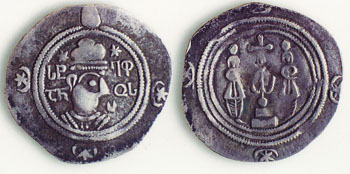
Monnaie de l'erismtavari Stéphane Ier du VIIe siècle

Un eristavi (en géorgien : ერისთავი, ou « chef de la nation ») est une dignité féodale géorgienne, équivalant plus ou moins au strategos byzantin et généralement traduit en français par duc. Dans la hiérarchie aristocratique géorgienne, c'est un titre princier de troisième rang qui sert comme gouverneur[pas clair] d'une large province. Les dignitaires qui portent le titre d'eristavi sont des commandants ex-officio d'une bannière militaire et portent une robe distinguée, une bague, une ceinture et une lance et se transportent avec une race spéciale de cheval.
Certains eristavis haut-placés portent le titre d'eristavt-eristavi (ერისთავთ-ერისთავი, « duc des ducs » ou archiduc) mais il est peu probable que les dignitaires ainsi intitulés ne gouvernent sur d'autres eristavis. L'erismtavari (ერისმთავარი, « dirigeant du peuple » ou grand-duc) est un titre similaire qui existe en Ibérie pré-Bagratide.

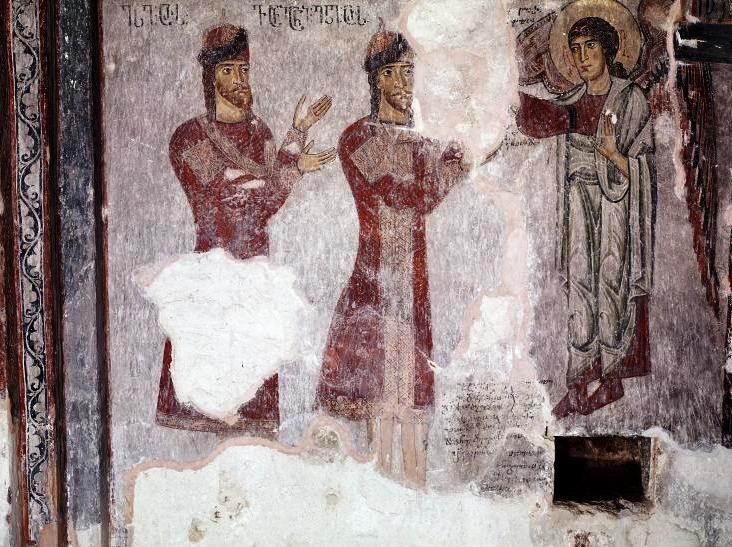
Fresque de l'eristavi Kvariani de Ratcha du XIe siècle.

Le titre donne origine au nom de famille de quatre dynasties géorgiennes : les eristavi d'Aragvi, de Ksani, de Ratcha et de Gourie, qui sont confirmés comme prince sous la domination russe au XIXe siècle. Ces familles sont simplement connues comme Eristov en Russie mais ne partagent pas une origine similaire.